# Тайри (аэропорт)
Аэропорт Тайри (англ. Tiree Airport, гэльск. Port-adhair Thiriodh) (ИАТА: TRE, ИКАО: EGPU) расположен в 4.6 км к северо-северо-востоку от города Бейлмартин на острове Тайри в архипелаге Внутренние Гебриды к западу от побережья Шотландии. Принадлежит и управляется компанией Highlands and Islands Airports Limited.
Аэропорт обслуживает регулярные рейсы из Глазго, единственный оператор — Loganair, используются Twin Otter.

## Авиакомпании и назначения
- Loganair (Глазго)